# Žuta majica
Žuta majica u biciklističkim utrkama najčešće označava vodećeg u ukupnom poretku. Najpoznatija je žuta majica koju nosi vodeći natjecatelj na Tour de Franceu, dok npr. na Giro d'Italia vodeći nosi roza majicu, a na Vuelda d'Espana crvenu. Služi kako bi gledatelji i natjecatelji mogli lakše pratiti utrku i prepoznati vodećeg. Odabir žute boje na Tour de France je po odluci Henri Desgrangea, utemeljitelja utrke i urednika časopisa "L’Auto" koji je bio tiskan na žutom papiru, dok je npr. na Giru boja majice vodećeg istovjetna boji dnevnih sportskih novina "Gazzetta dello Sport" koje su i danas tradicionalni sponzor utrke. Osim žute majice za vodećeg u plasmanu najboljeg vremena koriste se i druge majice (druge boje i dizajni) za određivanje vodećih u ostalim plasmanima. U tom smislu na Tour de France biciklisti se bore i za zelenu majicu koju nosi najbolji u bodovnom plasmanu, majicu s crvenim točkama koju nosi najbolji brdski penjač i za bijelu majicu koju nosi najbolji mladi biciklist.  

## Vanjske poveznice
- CSM Monitor